# Force Fed
Force Fed (englisch für „zwangsernährt“) ist das erste Studioalbum der amerikanischen Metal-Band Prong. Es erschien 1988 bei Spigot Records/In-Effect Records. Es ist das erste volle Album der Band, nachdem 1987 bereits die EP Primitive Origins erschienen war. Auf Force Fed überwiegen rohe Hardcore-Elemente gegenüber einigen zunehmenden Einflüssen aus dem Metal.

## Entstehung
Das Album wurde im November 1988 in den Baby Monster Studios in New York City eingespielt. Prong produzierten selbst, Toningenieur war Steve McAllister. Dabei schrieb Schlagzeuger Ted Parsons erstmals einige Songs mit, auch Bassist Mike Kirkland war an einigen Titeln beteiligt. Das Chrome-Cover Third from the Sun, das zu den beiden CD-Bonustiteln gehört, wurde auch auf der Single/EP Third from the Sun, auch als Prong 3, bekannt, veröffentlicht. 1990 erschien der Song als Live-Version auf Beg to Differ. Der zweite Bonussong war Mind the Gap, ebenfalls von Chrome. Auf dem Album teilten sich beim Titelstück Tommy Victor und Mike Kirkland den Gesang, bei einigen Songs übernahm auch Ted Parsons den Hintergrundgesang.

## Rezeption
Eduardo Rivadavia schrieb bei AllMusic, das Album sei Prongs Übergang „von einer durchschnittlichen Hardcore-Band zu einer herausragenden Technical-Thrash-Einheit“ gewesen. Die Platte wurde mit vier von fünf Sternen bewertet.

## Titelliste
1. Freezer Burn – 2:33 (Tommy Victor)
2. Forgery – 1:52 (Mike Kirkland)
3. Senseless Abuse – 3:18 (Ted Parsons, Victor)
4. Primitive Origins – 3:23 (Victor)
5. Aggravated Condition – 2:52 (Victor)
6. The Coliseum – 2:33 (Parsons, Victor)
7. Decay – 2:44 (Kirkland, Victor)
8. It’s Been Decided – 2:18 (Kirkland)
9. Force Fed – 2:48 (Prong)
10. The Taming – 1:47 (James, Kirkland)
11. Bought and Sold – 3:16 (Kirkland, Victor)
12. Look Up at the Sun – 3:07 (Prong)
13. Drainpipe – 2:20 (Victor)
14. Third from the Sun (CD-Bonustitel; Chrome-Cover)
15. Mind the Gap (CD-Bonustitel; Chrome-Cover)